# Allium grande
Allium grande — вид рослин з родини амарилісових (Amaryllidaceae); поширений у Дагестані, Азербайджані й північному Ірані. 2n = 20.

## Поширення
Поширений у Дагестані, Азербайджані й північному Ірані.